# Norton, Kansas
Norton är administrativ huvudort i Norton County i Kansas. Enligt 2010 års folkräkning hade Norton 2 928 invånare.